# Otívar (ort)
Otívar är en ort i Spanien.   Den ligger i provinsen Provincia de Granada och regionen Andalusien, i den södra delen av landet, 400 km söder om huvudstaden Madrid. Otívar ligger 316 meter över havet och antalet invånare är 1 055.
Terrängen runt Otívar är huvudsakligen kuperad, men västerut är den bergig.  Närmaste större samhälle är Almuñécar, 9,1 km söder om Otívar. 